# Kanaal van Otranto
Het Kanaal van Otranto of de Straat van Otranto (Italiaans: Canale d'Otranto; Albanees: Ngushtica e Otrantos) is een zeestraat in de Middellandse Zee, die de verbinding vormt tussen de Adriatische Zee in het noorden en de Ionische Zee in het zuiden. De zeestraat is circa 75 km breed.
Aan de westkust bevindt zich het Salentijns Schiereiland, dat tot de Italiaanse regio Apulië behoort. Aan de overkant ligt het Albanese schiereiland Karaburun, dat deel uitmaakt van de gemeente Vlorë. De zeestraat is vernoemd naar de stad Otranto aan de Italiaanse kant.
In het Kanaal van Otranto werd in beide wereldoorlogen slag geleverd. In maart 1997 verging voor de Italiaanse kust een schip, waarbij tachtig Albanese vluchtelingen verdronken.